# Don't Tell 'Em
Don't Tell 'Em è un singolo del cantante statunitense Jeremih, pubblicato nel 2014 ed estratto dal suo terzo album in studio Late Nights: The Album. Il brano vede la partecipazione del rapper statunitense YG.

## Tracce
- Download digitale

1. Don't Tell 'Em (featuring YG) – 4:29

## Remix
Il remix vede la partecipazione di Ty Dolla Sign e di French Montana.